# Yirrkala
Yirrkala ist eine Aborigine-Siedlung im Arnhem Land im Northern Territory von Australien. Der Ort liegt 12 Kilometer südöstlich von Nhulunbuy, einer Bergarbeiterstadt. Yirrkala beherbergt etwa 650 Menschen, meist Aborigines, wobei die meisten vom Aborigine-Stamm der Yolngu stammen. In der Umgebung von Yirrkala leben weitere 800 Aborigines. Es ist ein Ort mit einer international anerkannten Aborigine-Künstlerkolonie.

## Geschichte
Der Ort Yirrkala wurde als Methodisten-Mission im Jahre 1935 gegründet. Um Yirrkala gibt es etwa 25 Homelandzentren im Umkreis 200 Kilometer, ein Gebiet, das dem ursprünglichen Land der Yolngu, einem Stamm der Aborigines, entspricht. Im Ort leben heute im Jahre 2009 zahlreiche Künstler der Aborigines, die national und international bekannt sind. Ihre Werke befinden sich in namhaften Ausstellungen und Sammlungen und die Künstler haben zahlreiche Auszeichnungen erhalten.
Der Ort spielte für das Verhältnis von Aborigines und Weißen im Jahre 1963 eine große Rolle, da die Bevölkerung von Yirrkala eine Petition auf Baumrinde (englisch: bark) an die Regierung gegen die Ausbeutung eines Bauxitvorkommens ihres Landes durch eine Bergbaugesellschaft sandten. Diese als Yolngu Bark Petition bekannte Aktion blieb zwar erfolglos, dennoch offerierte die Bergbaugesellschaft eine Kompensationszahlung und respektiert die geheiligten Plätze der Aborigines. Ferner wurde eine permanente Parlamentskommission eingerichtet, die die Entwicklung in Yirrkala begutachtet und die moralischen Rechte am Land der Aborigines akzeptiert. Der Protest, die Yolngu-Bark-Petition, ist im australischen Parlament in Canberra ausgestellt.
In Yirrkala leben zahlreiche Piloten und Ingenieure der Fluggesellschaften des Arnhem Landes, die die inländischen Flugstrecken bedienen. Eine Landepiste liegt nahe am Ort. Yirrakala ist bekannt für die Herstellung exzellenter Didgeridoos. Mitglieder der Aborigines-Rockband Yothu Yindi leben im Ort.
Im Ort befinden sich ein Lebensmittelgeschäft, Frauenzentrum, Kindergarten, Informationszentrum zum Schutz des Landes und eine Gesundheitsklinik sowie die Yirrkala Homelands School, die 270 Schülern Platz bietet.

## Bedeutende Bauten
- Marika-Alderton House, Architekt Glenn Murcutt, 1991–94